# سفارة بولندا في اليونان
سفارة بولندا في اليونان هي أرفع تمثيل دبلوماسي لدولة بولندا لدى اليونان. تقع السفارة في أثينا وهي تهدف لتعزيز المصالح البولندية في اليونان.

## وصلات خارجية
- قائمة سفارات بولندا
- قائمة السفارات في اليونان